# 사랑과 죽음의 메아리
"사랑과 죽음의 메아리"는 1991년에 개봉한 대한민국의 영화이다.

## 캐스팅
- 송영창 : 강욱 역
- 진영 : 진영 역
- 한영수 : 도현 역
- 우연우 : 윤애 역
- 김승환 : 기용 역
- 김선경 : 숙자 역
- 남성우 : 박 교수 역
- 방희 : 심 부인 역
- 김남일 : 김 교수 역
- 안진수 : 이 교수 역
- 신찬일 : 형사 역
- 라재웅 : 호준 역
- 원종현 : 세혁 역
- 허석 : 준구 역
- 최일 : 강욱 아버지 역
- 문미봉 : 강욱 어머니 역
- 조선묵 : 석호 역
- 서평석 : 좌익 1 역
- 유화식 : 좌익 2 역
- 백송 : 기용 아버지 역
- 유명순 : 기용 어머니 역
- 길달호 : 기용 형 역
- 마도식 : 붉은 완장 1 역
- 홍충길 : 붉은 완장 2 역
- 윤선빈 : 아역 1
- 박다정 : 아역 2
- 주상호 : 선장 역
- 박종설 : 동배 역
- 김희라 : 유격대장 역
- 최근재 : 유격대원 역
- 장정국 : 군관 역
- 장철 : 십장 역
- 윤일봉 (특별출연)